# Seznam ameriških igralcev (Q)
John Quade - Dennis Quaid - Randy Quaid - John Qualen - DJ Qualls - Mae Questel - Linnea Quigley - Richard Quine - Kathleen Quinlan - Maeve Quinlan - Aidan Quinn - Aileen Quinn - Anthony Quinn - Anthony Tyler Quinn - Martha Quinn - Adolfo Quinones - 